# Kim Cheol-min
Kim Cheol-min (kor. 김 철민, ur. 29 listopada 1992 w Seulu) – południowokoreański łyżwiarz szybki, wicemistrz olimpijski i dwukrotny medalista mistrzostw świata.

## Kariera
Pierwsze sukcesy w karierze osiągał w short tracku. W 2011 roku zdobył złoty medal w sztafecie podczas drużynowych mistrzostw świata w Warszawie. Od 2012 roku startuje w łyżwiarstwie szybkim. Wziął wtedy udział w mistrzostwach świata juniorów w Obihiro, zdobywając srebro w biegu drużynowym i brązowy medal w biegu na 1500 m. Podczas rozgrywanych rok później mistrzostwach świata w Soczi wspólnie z Lee Seung-hoonem i Joo Hyong-junem zdobył srebrny medal w biegu drużynowym. Na tych samych mistrzostwach był osiemnasty na dystansie 5000 m. Rok później Koreańczycy w tym samym składzie zajęli też drugie miejsce w biegu drużynowym na igrzyskach olimpijskich w Soczi. W swoim jedynym starcie indywidualnym Kim zajął 24. miejsce w biegu na 5000 m. Nigdy nie stanął na podium indywidualnych zawodów Pucharu Świata, chociaż w biegu drużynowym dokonał tego kilkakrotnie. Podczas dystansowych mistrzostw świata w Heerenveen w 2015 roku wspólnie z Lee Seung-hoonem i Ko Byung-wookiem zajął trzecie miejsce w sztafecie.